# Караковка
Караковка — река в России, протекает в Марёвском районе Новгородской области. Исток реки находится у деревня Тростянка. Далее река течёт на запад. Устье реки находится в 9 км по правому берегу реки Старица. Длина реки составляет 12 км.
У реки есть левый приток Лешкинский.
По берегам реки расположены деревни Тростянка, Измайлово, Окороки (в прошлом Окораки) Моисеевского сельского поселения.
Система водного объекта: Старица → Марёвка → Пола → Ильмень → Волхов → Ладожское озеро → Нева → Балтийское море.

## Данные водного реестра
По данным государственного водного реестра России относится к Балтийскому бассейновому округу, водохозяйственный участок реки — Ловать и Пола, речной подбассейн реки — Волхов. Относится к речному бассейну реки Нева (включая бассейны рек Онежского и Ладожского озера).
Код объекта в государственном водном реестре — 01040200312102000021908.